# سعيد شعو
سعيد شعو(بالفرنسية Said Chaou)ولد في 9 دجنبر 1965 بدوار امنود (تزوراخت) جماعة النكور إقليم الحسيمة.  سياسي هولندي مغربي ورجل أعمال وناشط مدان من طرف المغرب بتهمة التحريض والتآمر السياسي ضد الدولة والاتجار الدولي بالمخدرات. من أبرز النشطاء الذين يعملون من أجل استقلال الريف.

## سيرته

### الميلاد والسياسة (1967-2010)
ولد سعيد شعو عام 1965 في دوار امنود قرب مدينة الحسيمة. هاجر إلى هولندا في الثمانينيات وهو ما يزال مراهقا، يتهم بافتتاح العديد من المقاهي في روزندال من عائدات تهريب المخدرات.
في عام 2000، عاد إلى المغرب للاستثمار في السياحة والانخراط في السياسة. من خلال الانخراط في خوض غمار انتخابات مجلس النواب باسم حزب العهد،  حيث نجح في نيل مقعده في البرلمان المغربي خلال الولاية التشريعية 2007-2012.

### الاتجار بالمخدرات (2010-2013)
في أبريل من سنة 2010 صدرت مذكرة توقيف بحق سعيد شعو المتهم بنقل أطنان من  القنب الهندي نحو السواحل الإسبانية،  حيث تراوحت الكميات المنقولة بين 3000 و3200 كيلوغرام على ظهر قارب مخصص لذلك  وبعد شهر، اعترضت الشرطة المغربية حوالي 7.5 طن من القنب موجهة إلى الخارج، واتهم سعيد شعو وجاره في هولندا نجيب زعيمي، الذي تم توقيفه من طرف الشرطة إلى جانب المدعو هشام شوحو في الناظور ، لكن المتهم الرئيسي سعيد شعو نجح في الفرار إلى هولندا،  مستغلًا عدم وجود اتفاقية بينها وبين المغرب تلزم هولندا بتسليم الرعايا الهولنديين من أصل مغربي للمغرب.

### إعلان جمهورية الريف (2013)
في أبريل 2014، أسس في هولندا "حركة 18 شتنبر من أجل استقلال الريف"و تمكن من حشد الدعم من الريفيين القاطنين بإسبانيا وفرنسا وبلجيكا وألمانيا وهولندا. وبدأ بالتخطيط لتشكيل "حكومة ريفية في المنفى" و"جمعية تأسيسية" تضم ممثلي مختلف القبائل في شمال المغرب.

### اعتقالات

#### في عام 2015
أثناء تفكيك شبكة دولية لتهريب المخدرات في روزندال، اعتقلت الوحدات الخاصة الهولندية سعيد شعو.عملية الاعتقال شارك فيها 250 ضابط شرطة، وقد تم الاعتقال لاشتباه السلطات الهولندية منذ سنوات عديدة في أن شعو يوجد على رأس شبكة عملاقة لتهريب المخدرات، وغسل أموال اتجاه المغرب.
عثرت الشرطة الهولندية على مبلغ يصل إلى عدة ملايين يورو في حساب سعيد شعو. أوضح المحققون أن سعيد شعو حقق ثروة هائلة في الثمانينيات من خلال تجارة المخدرات، وهو ما حوله إلى رجل أعمال مليونيرا.

#### في عام 2017
في 29 يونيو 2017 ، ألقي القبض عليه مرة أخرى في هولندا،  وبحوزته 140000 يورو نقدًا. سعيد شعو متهم بالفساد وتكوين عصابة إجرامية والقتل والاتجار الدولي بالمخدرات من طرف المحاكم المغربية، أما في هولندا، فيشتبه به فقط في تهريب المخدرات. بعد شهر من اعتقاله، تم الإفراج عنه ووضعه تحت المراقبة الإلكترونية،  رغم مطالبة السلطات المغربية بتسلميه.
في 25 غشت 2020 ، تم اختطاف يده اليمنى من قبل مجموعة من الرجال المقنعين في ماربيا بإسبانيا, .

### محاكمة
في دجنبر 2017 قررت المحكمة الهولندية فحص ملفه بعمق قبل النطق بالحكم.
22 فبراير 2018 محكمة بريدا تقرر عدم تسليم سعيد شعو للمغرب،  بمبرر تخوفها من غياب محاكمة عادلة . هذا القرار سبب أزمة دبلوماسية حادة بين هولندا والمغرب.